# Mangit
La dinastia Mangit fou una nissaga que va conquerir el kanat de Bukharà i va governar-lo com a emirat de Bukharà de la meitat del segle xviii a 1920/1923.
Fou fundada per la tribu turcomongola dels mangits, que en part s'havia establert a Bukharà a l'inici del segle xvi, dins de la confederació dels uzbeks. El primer conegut fou Khudayar Biy nomenat atalik (tutor) del kan infant de la dinastia djànida Abul Faiz (1705-1740), funcions que consta exercia el 1714 i en las que el va succeir el seu fill Muhammad Hakim el 1722 i que a més fou ministre amb amplis poders. Sota la seva influència el kan Abul l-Faiz (o Abu l-Fayd) es va sotmetre a Nadir Xah el 1740, i per això aquest li va aportar el seu suport. Durant els primers tres dels set anys de domini de Nadir Shah a Bukharà, Muhammad Hakim fou el verdader governant agafant el títol de amir-i-kabir.
El seu fill Muhammad Rahim Biy va servir com a cap de les tropes de Bukharà a l'exèrcit de Nadir Shah. A la mort del seu pare van esclatar disturbis a Bukharà, segurament instigats pel kan i Muhammad Rahim hi fou enviat junt amb tropes perses, per restablir l'orde, i va exercir l'autoritat. A la mort de Nadir Shah, i per por d'un restabliment del kan Abu l-Faid amb plens poders, el va fer matar, i va posar al tron a l'infant Muhammad Abd al-Mumin, fill d'Abd al-Faid, amb ell mateix com atalik i tot el poder. Sembla que ja des del 1748 el jove sultà fou assassinat, i hi hauria hagut almenys un altre sultà nominal fins al 1753 any en què va començar a regnar sol amb títol d'atalik i el 1756 va agafar el de kan. Va morir el 1758.
El va succeir el seu oncle Daniyal Biy Atalik (1758-1785) va tornar al títol d'atalik, posant al tron a alguns nets d'Abu l-Faid. A la seva mort el 1785 el va succeir el seu fill Shah Murad, que tenia el títol d'amir-i Masum, que vers 1789 es va casar amb la filla del kan i va declarar formalment deposat al darrer kan djànida, Abu l-Ghazi, tot i que no va adoptar el títol i es va acontentar amb el d'amir (emir) igual que els seus successors tot i que sovint són anomenats kans. Daniyal de fet va portar el títol d'atalik però el seu fill Murad li va atribuir el d'emir en monedes que va emetre després de 1785 amb el seu nom. Emir implicava amir al-muminim, príncep dels creients. Murad va conquerir Merv el 1789/1790. Haydar Tura Khan va posar el títol amir al-muminim a les seves monedes; en el seu regnat els afganesos van recuperar les regions al sud de l'Amudarià com Balkh, i Merw va passar al kanat de Khivà el 1823. El kanat de Xahr-i Sabz va restar independent sota kans de la tribu dels keneges, enemics dels magits. El 1868 Muzaffar al-Din Bahadur Khan va quedar sota protectorat rus.
El darrer emir Sayyid Muhammad Alim Khan fou enderrocat el 10 d'agost de 1920. Un comitè revolucionari provisional va assolir el govern; el kan va fugir a l'est del país el dia 30 d'agost i el 2 de setembre de 1920 es va proclamar la República Soviètica de Bukharà. El 5 d'octubre s'aprovava una nova constitució provisional i el govern revolucionari entrava en funcions el dia 8 d'octubre. L'emir va fugir a l'Afganistan el 1921 i la seva gent va resistir fins al 1923 (algun grup encara el 1924). Alim Khan hauria mort el 1934 a Kabul. Una filla seva va viure a Kabul fins a 1979 i més tard va emigrar a Alemanya.

## Llista d'ataliks i emirs
- Khudayar Biy 1705- 1722 (atalik).
- Muhammad Hakim 1722 -1743 (atalik).
- Muhammad Rahim 1743-1758 (atalik i kan).
- Daniyal Biy Atalik 1758-1785 (atalik).
- Amir-i Masum Shah Murad 1785-1799 (atalik i emir).
- Amir Haydar Tura Khan 1799-1826 (emir).
- Amir o Mir Muhammad Husayn octubre a desembre de 1826 (emir).
- Mir Umar 1826-1827 (emir).
- Mir Nasr Allah Bahadur Khan, el Boxí 1826-1860 (emir).
- Muzaffar al-Din Bahadur Khan 1860-1885 (protectorat rus 1866) (emir).
- Abd al-Akhad 1886-1911 (emir).
- Muhammad Alim 1911-1920 (es mantingué a part del país fins al 1923)
- Comitè Revolucionar Provisional 10 d'agost del 1920.

## Genealogia
|  |  |  |  |  |  |  |  |                |                |                |                |                |                | Khudayar Biy |  |                     |                     |                     |                     |                     |                     |             |             |                    |             |           |           |                |                |                                          |                                          |                                          |                                          |                                          |                                          |          |          |  |  |  |  |  |  |  |  |  |  |  |  |  |  |  |  |  |  |  |  |
|  |  |  |  |  |  |  |  |                |                |                |                |                |                |              |  |                     |                     |                     |                     |                     |                     |             |             |                    |             |           |           |                |                |                                          |                                          |                                          |                                          |                                          |                                          |          |          |  |  |  |  |  |  |  |  |  |  |  |  |  |  |  |  |  |  |  |  |
|  |  |  |  |  |  |  |  |                |                |                |                |                |                |              |  |                     |                     |                     |                     |                     |                     |             |             |                    |             |           |           |                |                |                                          |                                          |                                          |                                          |                                          |                                          |          |          |  |  |  |  |  |  |  |  |  |  |  |  |  |  |  |  |  |  |  |  |
|  |  |  |  |  |  |  |  | Muhammad Hakim | Muhammad Hakim | Muhammad Hakim | Muhammad Hakim | Muhammad Hakim | Muhammad Hakim |              |  |                     |                     |                     |                     | Daniyal Biy         | Daniyal Biy         | Daniyal Biy | Daniyal Biy | Daniyal Biy        | Daniyal Biy |           |           |                |                | Abu l-Faiz Muhammad Khan dinastia jànida | Abu l-Faiz Muhammad Khan dinastia jànida | Abu l-Faiz Muhammad Khan dinastia jànida | Abu l-Faiz Muhammad Khan dinastia jànida | Abu l-Faiz Muhammad Khan dinastia jànida | Abu l-Faiz Muhammad Khan dinastia jànida |          |          |  |  |  |  |  |  |  |  |  |  |  |  |  |  |  |  |  |  |  |  |
|  |  |  |  |  |  |  |  | Muhammad Hakim | Muhammad Hakim | Muhammad Hakim | Muhammad Hakim | Muhammad Hakim | Muhammad Hakim |              |  |                     |                     |                     |                     | Daniyal Biy         | Daniyal Biy         | Daniyal Biy | Daniyal Biy | Daniyal Biy        | Daniyal Biy |           |           |                |                | Abu l-Faiz Muhammad Khan dinastia jànida | Abu l-Faiz Muhammad Khan dinastia jànida | Abu l-Faiz Muhammad Khan dinastia jànida | Abu l-Faiz Muhammad Khan dinastia jànida | Abu l-Faiz Muhammad Khan dinastia jànida | Abu l-Faiz Muhammad Khan dinastia jànida |          |          |  |  |  |  |  |  |  |  |  |  |  |  |  |  |  |  |  |  |  |  |
|  |  |  |  |  |  |  |  | Muhammad Rahim | Muhammad Rahim | Muhammad Rahim | Muhammad Rahim | Muhammad Rahim | Muhammad Rahim |              |  |                     |                     |                     |                     | Shah Murad          | Shah Murad          | Shah Murad  | Shah Murad  | Shah Murad         | Shah Murad  |           |           | Shams bint Aim | Shams bint Aim | Shams bint Aim                           | Shams bint Aim                           | Shams bint Aim                           | Shams bint Aim                           |                                          |                                          |          |          |  |  |  |  |  |  |  |  |  |  |  |  |  |  |  |  |  |  |  |  |
|  |  |  |  |  |  |  |  | Muhammad Rahim | Muhammad Rahim | Muhammad Rahim | Muhammad Rahim | Muhammad Rahim | Muhammad Rahim |              |  |                     |                     |                     |                     | Shah Murad          | Shah Murad          | Shah Murad  | Shah Murad  | Shah Murad         | Shah Murad  |           |           | Shams bint Aim | Shams bint Aim | Shams bint Aim                           | Shams bint Aim                           | Shams bint Aim                           | Shams bint Aim                           |                                          |                                          |          |          |  |  |  |  |  |  |  |  |  |  |  |  |  |  |  |  |  |  |  |  |
|  |  |  |  |  |  |  |  |                |                |                |                |                |                |              |  |                     |                     |                     |                     |                     |                     |             |             |                    |             |           |           |                |                |                                          |                                          |                                          |                                          |                                          |                                          |          |          |  |  |  |  |  |  |  |  |  |  |  |  |  |  |  |  |  |  |  |  |
|  |  |  |  |  |  |  |  |                |                |                |                |                |                |              |  |                     |                     |                     |                     |                     |                     |             |             | Haydar Tura        |             |           |           |                |                |                                          |                                          |                                          |                                          |                                          |                                          |          |          |  |  |  |  |  |  |  |  |  |  |  |  |  |  |  |  |  |  |  |  |
|  |  |  |  |  |  |  |  |                |                |                |                |                |                |              |  |                     |                     |                     |                     |                     |                     |             |             |                    |             |           |           |                |                |                                          |                                          |                                          |                                          |                                          |                                          |          |          |  |  |  |  |  |  |  |  |  |  |  |  |  |  |  |  |  |  |  |  |
|  |  |  |  |  |  |  |  |                |                |                |                |                |                |              |  |                     |                     |                     |                     |                     |                     |             |             |                    |             |           |           |                |                |                                          |                                          |                                          |                                          |                                          |                                          |          |          |  |  |  |  |  |  |  |  |  |  |  |  |  |  |  |  |  |  |  |  |
|  |  |  |  |  |  |  |  |                |                |                |                |                |                |              |  | Mir Muhammad Husayn | Mir Muhammad Husayn | Mir Muhammad Husayn | Mir Muhammad Husayn | Mir Muhammad Husayn | Mir Muhammad Husayn |             |             | Nasrullah          | Nasrullah   | Nasrullah | Nasrullah | Nasrullah      | Nasrullah      |                                          |                                          | Mir Umar                                 | Mir Umar                                 | Mir Umar                                 | Mir Umar                                 | Mir Umar | Mir Umar |  |  |  |  |  |  |  |  |  |  |  |  |  |  |  |  |  |  |  |  |
|  |  |  |  |  |  |  |  |                |                |                |                |                |                |              |  | Mir Muhammad Husayn | Mir Muhammad Husayn | Mir Muhammad Husayn | Mir Muhammad Husayn | Mir Muhammad Husayn | Mir Muhammad Husayn |             |             | Nasrullah          | Nasrullah   | Nasrullah | Nasrullah | Nasrullah      | Nasrullah      |                                          |                                          | Mir Umar                                 | Mir Umar                                 | Mir Umar                                 | Mir Umar                                 | Mir Umar | Mir Umar |  |  |  |  |  |  |  |  |  |  |  |  |  |  |  |  |  |  |  |  |
|  |  |  |  |  |  |  |  |                |                |                |                |                |                |              |  |                     |                     |                     |                     |                     |                     |             |             | Muzaffar al-Din    |             |           |           |                |                |                                          |                                          |                                          |                                          |                                          |                                          |          |          |  |  |  |  |  |  |  |  |  |  |  |  |  |  |  |  |  |  |  |  |
|  |  |  |  |  |  |  |  |                |                |                |                |                |                |              |  |                     |                     |                     |                     |                     |                     |             |             |                    |             |           |           |                |                |                                          |                                          |                                          |                                          |                                          |                                          |          |          |  |  |  |  |  |  |  |  |  |  |  |  |  |  |  |  |  |  |  |  |
|  |  |  |  |  |  |  |  |                |                |                |                |                |                |              |  |                     |                     |                     |                     |                     |                     |             |             | Abd al-Akahd       |             |           |           |                |                |                                          |                                          |                                          |                                          |                                          |                                          |          |          |  |  |  |  |  |  |  |  |  |  |  |  |  |  |  |  |  |  |  |  |
|  |  |  |  |  |  |  |  |                |                |                |                |                |                |              |  |                     |                     |                     |                     |                     |                     |             |             |                    |             |           |           |                |                |                                          |                                          |                                          |                                          |                                          |                                          |          |          |  |  |  |  |  |  |  |  |  |  |  |  |  |  |  |  |  |  |  |  |
|  |  |  |  |  |  |  |  |                |                |                |                |                |                |              |  |                     |                     |                     |                     |                     |                     |             |             | Muhammad Alim Khan |             |           |           |                |                |                                          |                                          |                                          |                                          |                                          |                                          |          |          |  |  |  |  |  |  |  |  |  |  |  |  |  |  |  |  |  |  |  |  |